# ستيفن فولر ويلسون
ستيفن فولر ويلسون (بالإنجليزية: Stephen Fowler Wilson)‏ هو محامي وقاضي وسياسي أمريكي، ولد في 4 سبتمبر 1821، وتوفي في 30 مارس 1897. حزبياً، نشط في الحزب الجمهوري. وقد انتخب عضو مجلس ولاية بنسيلفانيا وانتخب عضو مجلس النواب الأمريكي.